# Hooverphonic Presents Jackie Cane
Hooverphonic Presents Jackie Cane es el cuarto álbum de estudio de la banda belga Hooverphonic. Fue publicado el 28 de octubre de 2002 a través de Columbia Records en Europa, mientras que en Norteamérica fue distribuido por Epic Records.
Es un álbum conceptual que tiene de protagonista al personaje ficticio Jackie Cane, una desafortunada cantante pop cuyo destino fue comparado con las vidas de Marilyn Monroe o Mia Martini. Contiene una mayor influencia de sonidos latinoamericanos y de jazz, además de una estética más cinemática en gran parte de las canciones.

## Lista de canciones
Todas las canciones escritas y compuestas por Alex Callier, excepto donde se indique. 
| N.º   | Título              | Escritor(es)                             | Duración |  |
| 1.    | «Sometimes»         | Callier · Scott Engel · John Franz       | 3:59     |  |
| 2.    | «One»               |                                          | 3:21     |  |
| 3.    | «Human Interest»    |                                          | 3:49     |  |
| 4.    | «Nirvana Blue»      |                                          | 4:04     |  |
| 5.    | «The World is Mine» | Callier · Geike Arnaert · Raymond Geerts | 3:54     |  |
| 6.    | «Jackie's Delirium» |                                          | 4:09     |  |
| 7.    | «Sad Song»          |                                          | 3:32     |  |
| 8.    | «Day After Day»     |                                          | 2:34     |  |
| 9.    | «Shampoo»           |                                          | 4:10     |  |
| 10.   | «Others Delight»    | Callier · Arnaert                        | 3:19     |  |
| 11.   | «Opium»             | Callier · Geerts                         | 3:47     |  |
| 12.   | «The Last Supper»   |                                          | 2:46     |  |
| 13.   | «The Kiss»          |                                          | 2:41     |  |
| 46:05 |                     |                                          |          |  |

## Posicionamiento en listas
| Listas (2002-03)             | Mejor posición |
| ---------------------------- | -------------- |
| Bélgica (Ultratop Flandes)   | 1              |
| Bélgica (Ultratop Wallonia)  | 2              |
| Francia (SNEP)               | 113            |
| Países Bajos (Album Top 100) | 87             |

| Listas (2002)               | Posición |
| --------------------------- | -------- |
| Bélgica (Ultratop Flandes)  | 13       |
| Bélgica (Ultratop Wallonia) | 58       |

| Listas (2003)              | Posición |
| -------------------------- | -------- |
| Bélgica (Ultratop Flandes) | 24       |

## Certificaciones
| País (Certificador) | Certificación | Ventas certificadas |
| --- | ------------- | ------------------- |
| Bélgica (BEA) | Platino       | 50 000^             |
| ^cifras de envíos basadas únicamente en la certificación xcifras no especificadas basadas únicamente en la certificación |               |                     |